# WWS MWO Moskau
Der WWS MWO Moskau (russisch ВВС МВО Москва) ist ein ehemaliger sowjetischer Sportverein aus Moskau. Seine Bezeichnung erhielt der Klub vom Träger, den Luftstreitkräften der Moskauer Militärgesellschaft (russisch Военно-воздушные Силы Московского Военного Общества, transkribiert Wojenno-wosduschnyie sily Moskowskogo Wojenogo Obschtschestwa), die nach Ende des Zweiten Weltkriegs auf Befehl Josef Stalins gegründet wurden. Unterstützt wurde der Verein vom Kommandierenden der Luftstreitkräfte der Moskauer Militärgesellschaft, Wassili Stalin, einem Sohn Josef Stalins.
Zum Verein gehörten eine Eishockey-, Fußball-, Basketball- und Volleyballabteilung.

## Eishockey
Der Klub wurde durch seine Eishockeyabteilung bekannt, die insgesamt drei sowjetische Meisterschaften erringen konnte. Eine besondere Rivalität des Vereins bestand zwischen Dynamo und ZSKA Moskau, die als die weiteren moskowiter und vor allem sowjetischen Nationalmächte galten. Die Eishockeymannschaft bestand von 1945 bis 1953.
Die Eishockeyabteilung war 1946 Gründungsmitglied der sowjetischen Meisterschaft und erreichte in ihrem ersten Jahr den fünften Platz in der Endrunde. Alle Spieler dieser Mannschaft standen im militärischen Luftwaffendienst und waren somit als Amateure angesehen. Der damalige Trainer war das jetzige Hockey-Hall-of-Fame-Mitglied Anatoli Tarassow, der aber nach einem Zerwürfnis mit dem Präsidenten des Klubs – Wassili Stalin – den Verein nach der Premierensaison in Richtung ZSKA Moskau verlassen musste.
Die Vereinsfarben waren rot, blau und schwarz.

### Flugunfall am 5. Januar 1950
In der Saison 1949/50 war die Mannschaft auf dem Weg zu einem Ligaspiel nach Tscheljabinsk, als das Flugzeug Lissunow Li-2 im Landeanflug auf den Flughafen Swerdlowsk am 5. Januar 1950 abstürzte.
Dabei kamen neben der Crew und weiteren Passagieren acht Spieler, der Arzt, der Masseur und der Trainer ums Leben, die sich auf dem Weg zur Vorbereitung auf das Match mit Dserschinez befanden. Aus der Stamm-Mannschaft verblieben vier Spieler, die aus verschiedenen Gründen den Flug nicht wahrnahmen und ein kurz vorher suspendierter Trainer. Dennoch spielte die geschwächte Mannschaft die Saison mit zwei Fünferblöcken zu Ende und belegte den vierten Platz. Wassili Stalin schaffte es mit der Bildung einer neuen Mannschaft, wofür Spieler unter anderem von ZSKA Moskau zwangsverpflichtet wurden, und dem ununterbrochenen Spielbetrieb, dass sein Vater nicht von dem Flugunfall erfuhr. Weder Presse noch Rundfunk informierten, da sich das Land gerade in den wochenlangen Feierlichkeiten zum Geburtstag des Staats- und Parteichefs befand.
In den darauf folgenden Spielzeiten wurden drei Meistertitel gewonnen, allerdings wurde der Verein nach der Saison 1952/53 im Zuge der Entstalinisierung aufgelöst.

### Statistik

#### Sportliche Erfolge
- 1949 UdSSR-Vizemeister
- 1951 UdSSR-Landesmeister
- 1952 UdSSR-Landesmeister
- 1952 Pokalsieger
- 1953 UdSSR-Landesmeister

#### Trainer
- 1945 Anatoli Tarassow
- 1947 Korotkow
- 1949 Boris Botscharnikow
- zuletzt Wsewolod Michailowitsch Bobrow, der als erfolgreicher Spielertrainer und Spieler im Eishockey und Fußball große Popularität erlangte.

## Fußball
Die Fußballabteilung bestand 1945–1952, zuerst 1945 und 1946 in der zweiten Spielklasse, als deren Meister 1946 der Club in die höchste sowjetische Spielklasse, die 1. Gruppe, aufstieg. Überwiegend um Platz zehn rangierend, erzielte der Club 1950 mit dem vierten Platz sein bestes Ergebnis, ein Jahr später erreichte der Club zudem das Halbfinale des Pokals der Sowjetunion.  Bis zu seiner Auflösung 1952 spielte der Club sechs Jahre in der höchsten Liga der UdSSR und belegt den 28. Platz in der ewigen Bestenliste der UdSSR.
Heimspielstätte des Clubs war das Moskauer Dynamo-Stadion.

### Ligen und Platzierungen
(Quelle:)
grün = 1. Liga (1. Gruppe bzw. Klasse A), gelb = 2. Liga (2. Gruppe); * Meister der Süd-Gruppe und der Finalrunde.